# Hypsotropa acidnias
Hypsotropa acidnias är en fjärilsart som beskrevs av Turner 1904. Hypsotropa acidnias ingår i släktet Hypsotropa och familjen mott. Inga underarter finns listade i Catalogue of Life.